# Red Bull Arena (Leipzig)
Red Bull Arena (skraćeno RB Arena, prijašnjeg naziva Zentralstadion) je stadion u njemačkom gradu Leipzigu. Izgrađen je 2004. Kapaciteta je 42.959 sjedećih mjesta. Na njemu svoje domaće utakmice igra RB Leipzig, nogometni klub iz grada Leipziga.
Zbog pravila UEFA-e, tijekom njenih natjecanja ovaj stadion zove se RB Arena.

## Povijest
Današnja Red Bull Arena nalazi se na mjestu gdje se nalazio dvostruko veći sportski objekt. Otvoren 1956., poslije 15 mjeseci gradnje, bio je to najveći stadion u Njemačkoj, koji je mogao primiti oko 100 000 gledatelja. Tijekom 90-ih godina stanje stadiona se pogoršalo, i postajao je sve lošiji. Tek u rujnu 1997. gradske vlasti grada Leipziga donijele su odluku za gradnju novoga (današnjega) stadiona.
Od prosinca 2000. do ožujka 2004. trajala je izgradnja novoga stadiona, koji je prilagođen isključivo nogometu. U njega su ugrađeni najmoderniji audio-vizualni sustavi - osvjetljenje je ugrađeno u krov, koji može biti uklonjen u slučaju potrebe, a akustika je najbolja u Njemačkoj te je prva utakmica odigrana u ožujku 2004.
Kapaciteta je 42.959 gledatelja, ali je tijekom Svjetskog prvenstva 2006. godine imalo kapacitet 38.898 ljudi. Do tribina Arene ulazi se specijalno sagrađenim mostovima dugim dvadesetak metara, kojima se prolazi direktno s vrata starog stadiona. 

## Vanjske poveznice
- Službena web stranica stadiona (njem.)